# Ophiolebes comatulina
Ophiolebes comatulina är en ormstjärneart som beskrevs av McKnight 2003. Ophiolebes comatulina ingår i släktet Ophiolebes och familjen knotterormstjärnor. Inga underarter finns listade i Catalogue of Life.